# Catharsius lepineyi
Catharsius lepineyi är en skalbaggsart som beskrevs av Antoine Boucomont 1934. Catharsius lepineyi ingår i släktet Catharsius och familjen bladhorningar. Inga underarter finns listade.